# Südkoreanische Badmintonmeisterschaft 1963
Die Südkoreanische Badmintonmeisterschaft 1963 fand in Seoul statt. Es war die fünfte Austragung der nationalen Titelkämpfe von Südkorea im Badminton.

## Titelträger
| Disziplin    | Sieger                     |
| ------------ | -------------------------- |
| Herreneinzel | Nha Dae-soung              |
| Dameneinzel  | Park Jin-soo               |
| Herrendoppel | Nha Dae-soung Douck Ahn    |
| Damendoppel  | Lee Kun-ja Lee Choung-ja   |
| Mixed        | Nha Dae-soung Kim Kwang-ja |